# Urbanisme tàctic

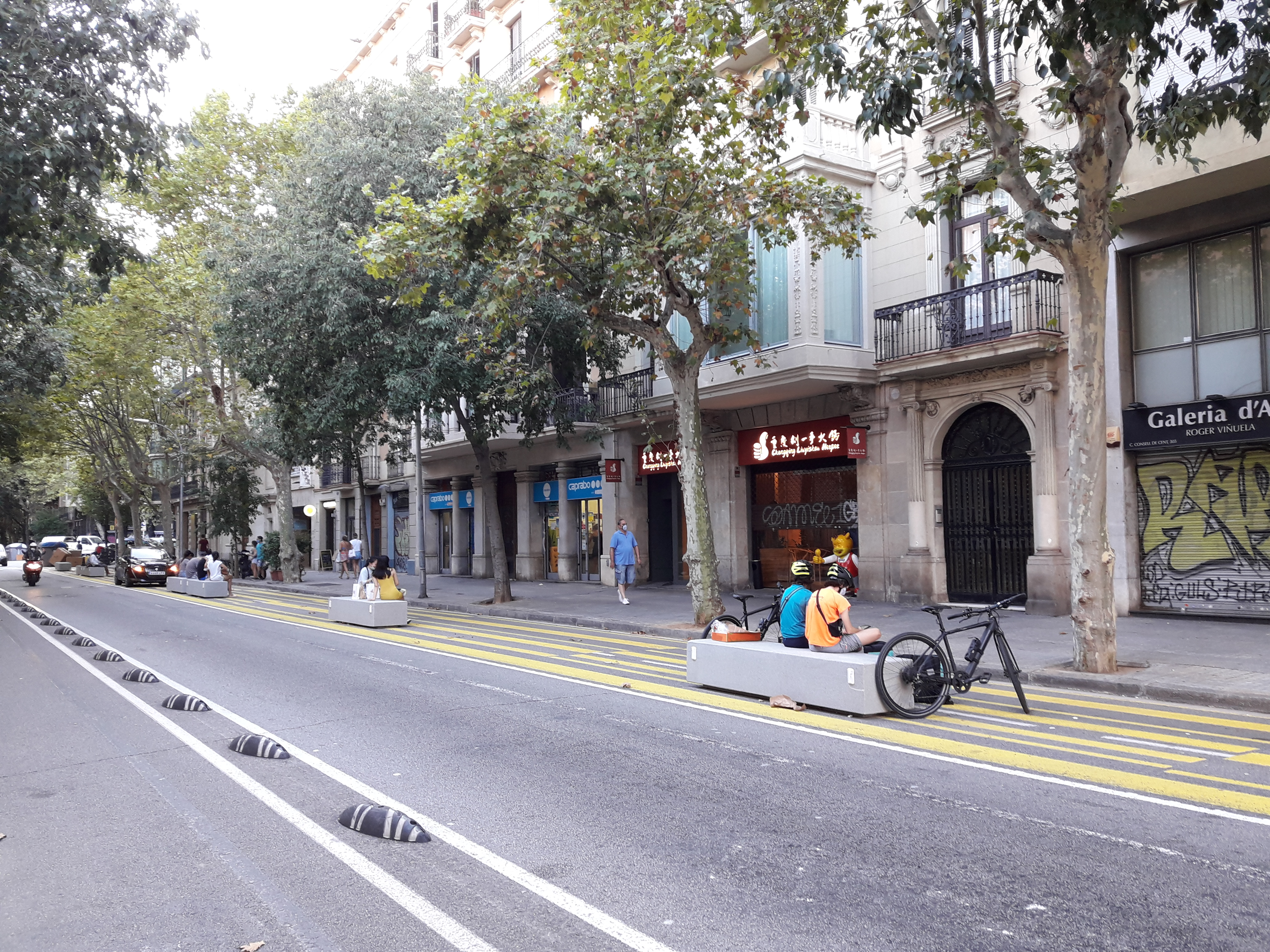
La ciutat de Barcelona ha utilitzat pintura, bancs, tests o separadors vials per a aconseguir més espai per als vianants i ciclista en poc temps i de manera econòmica.

L'urbanisme tàctic és un enfocament en la planificació i intervenció de l'espai urbà caracteritzat per un baix cost, petita escala, rapidesa en l'execució, reversibilitat i per la participació ciutadana en la presa de decisions. L'objectiu és transformar la ciutat per a fer-la més agradable, acollidora, sostenible i segura a partir del qüestionament de l'ús i ocupació dels espais públics.
Habitualment l'urbanisme tàctic empra elements urbanístics efímers i portàtils, com a pintura o mobiliari urbà, per a marcar el nou ús d'aquest espai sense l'alteració de la infraestructura. Això permet avaluar experimentalment si la intervenció té l'efecte desitjat, si poden incloure's millores o si el canvi d'ús ha de fer-se permanent.
El terme urbanisme tàctic es va popularitzar a partir de la segona meitat de la dècada dels 2000 per a referir-se a multitud d'accions ciutadanes i d'activisme urbà que van començar a emergir per tot el món i l'objectiu comú del qual era reconquerir espais per a la ciutadania i que els propis veïns poguessin participar en el modelatge del seu entorn quotidià.
L'urbanisme tàctic està influenciat, entre d'altres, per les contribucions d'urbanistes, arquitectes, geògrafs humans, sociòlegs o filòsofs com Jane Jacobs, Peter Hall, Hannah Arendt, Jürgen Habermas, Paul Davidoff o David Harvey.
Depenent de la perspectiva ideològica, de la durada de la intervenció o de si aquestes accions són dutes a terme per institucions o per activistes, el concepte també rep el nom d'urbanisme emergent, urbanisme de guerrilla, urbanisme punk, urbanisme participatiu, urbanisme precari, urbanisme de baix a dalt, prototipat urbà o planificar fent.